# Ferdinando Paër
Ferdinando Paër (Parma, 1 de juliol de 1771 - París, 3 de maig de 1839) fou un compositor parmesà.
Estudià teoria de la música amb el violinista Ghiretti, alumne del Conservatori de la Pietà dei Turchini a Nàpols. La seva primera òpera, La Locanda de vagebondi, va ser publicada quan només tenia setze anys. Ràpidament van seguir altres obres i ben aviat el seu nom es va fer famós a Itàlia.
Va cridar l'atenció amb l'òpera Griselda (1798). Després se'n va anar a Viena, on va produir una sèrie d'òperes, entre les quals es troben La Camila ossia il Sotteraneo (1799; estrenada a Barcelona el 1804) i A chille (1801). Allà, la seva dona, va obtenir un contracte per a una òpera. L'any 1798 Paër es va casar amb la cantant Francesca Riccardi, de qui es va separar amb el pas del temps. El 1803 el van designar compositor a la cort del teatre de Dresden, on la seva dona també va ser contractada com a cantant. A Viena va adoptar amb molta eficàcia la capacitat d'instrumentació dels grans clàssics de l'escola vienesa. El 1804 va escriure l'òpera Eleonora, basada en el mateix tema de Fidelio de Beethoven. També compon Agnese (1809; a Barcelona el 1816) i, sobretot, Le maître de chapelle (1821).
El 1812 passà a París on fou director de l'Opéra-Comique i després va substituir Spontini al Théâtre des Italiens, que sota la seva guia és peça important de la vida musical parisenca i va afavorir la infiltració de l'òpera italiana a la capital francesa. Aquest lloc el va conservar durant la Restauració francesa, va rebre també els càrrecs de compositor de cambra del rei i director de l'orquestra privada del duc d'Orleans. Molt amic del professor de corn Giovanni Puzzi, el qual era fill de Parma com ell, el recomanà a Napoleó per al seu seguici musical.
El 1823 es va retirar de l'òpera italiana per deixar el seu lloc a Rossini. És en aquesta època en què dona lliçons de composició a Gustavo Carulli i a un jove Franz Liszt, a Adolphe Vogel i a l'anglesa Elizabeth Weichsell Billington. El 1831, Paër va ser elegit membre de l'Acadèmia, i el 1832 va ser designat director de la seva orquestra pel rei Lluís Felip I de França.
Les òperes de Paër, així com les de Józef Ksawery Elsner i Johann Simon Mayr, d'un estil emfàtic i grandiloqüent van caure en l'oblit i pràcticament avui dia no s'interpreten.

## Òperes
- Orphée et Euridice (opera in prosa, 1791, Parma)
- Circe (opera, llibret de Domenico Perelli, 1792, Venècia; rappresentata successivamente anche come Calypso)
- Le astuzie amorose, o Il tempo fa giustizia a tutti (dramma giocoso, llibret d'Antonio Brambilla, 1792, Parma; rappresentata successivamente anche come La locanda dei vagabondi)
- I portenti del magnetismo (opera buffa, 1793, Venècia)
- Icilio e Virginia (llibret de Giuseppe Maria Foppa, 1793, Pàdua)
- Laodicea (llibret de Giuseppe Maria Foppa, 1793, Pàdua; representada també com Tegene e Laodicea a Florència el 1799)
- I pretendenti burlati (dramma giocoso, llibret de Gian Carlo Grossardi, 1793, Parma)
- L'oro fa tutto (dramma giocoso, llibret d'Angelo Anelli, 1793, Milano; representada també com Geld ist die, 1795, Dresden)
- Il nuovo Figaro (dramma giocoso, llibret de Lorenzo Da Ponte, 1794, Parma; representada també com Il matrimonio di Figaro)
- Il matrimonio improvviso (farsa, llibret de Giuseppe Maria Foppa, 1794, Venècia; representada també com I due sordi a Parma nel 1801)
- I molinari (farsa, llibret de Giuseppe Maria Foppa. 1794, Venècia)
- Il fornaro (farsa, 1794, Venècia)
- L'Idomeneo (dramma serio, llibret de Gaetano Sertor, 1794, Florència)
- Ero e Leandro (dramma, 1794, Nàpols)
- L'inganno in trionfo (intermezzo, 1794, Florència)
- Una in bene e una in male (dramma giocoso, llibret de Giuseppe Maria Foppa, 1794, Roma; també com Le astuzie di Patacca, 1802, Dresden)
- La Rossana (melodramma serio, llibret d'Aurelio Aureli, 1795, Milano)
- Il Cinna (melodramma serio, llibret d'Angelo Anelli, 1795, Pàdua)
- Anna (opera buffa, 1795, Pàdua)
- L'intrigo amoroso (dramma giocoso, llibret de Giovanni Bertati, 1795, Venècia; representada també com Saed, ossia Gl'intrighi del serraglio, 1795, Venècia; també com Il male vien dal buco, 1797, Bolonya)
- L'orfana riconosciuta (dramma giocoso, 1796, Florència)
- L'amante servitore (commedia in musica, llibret d'Antonio Simeone Sografi, 1796, Venècia)
- Il principe di Taranto (dramma giocoso, llibret de Filippo Livigni, 1797, Parma; també com La contadina fortunata, 1807)
- Il fanatico in Berlina (1797, Viena)
- Griselda, ossia La virtù al cimento (dramma semiserio, llibret de Angelo Anelli, 1798, Parma)
- Camilla, ossia Il sotterraneo (dramma semiserio, llibret de Giuseppe Carpani, basat en B.-J. Marsollier des Vivetières 1799, Viena)
- Il maestro di ballo (farsa, llibret de Giuseppe Maria Foppa, 1799, Venècia)
- Il morto vivo (opera buffa, llibret de Carlo Prospero Defranceschi, 1799, Viena)
- La testa riscaldata (farsa, llibret de Giuseppe Maria Foppa, 1800, Venècia)
- La sonnambula (farsa, llibret de Giuseppe Maria Foppa, 1800, Venècia)
- Ginevra degli Almieri (opera tragicomica, llibret de Giuseppe Maria Foppa, 1800, Viena)
- Poche ma buone, ossia Le donne cambiate (opera buffa, llibret de Giuseppe Maria Foppa, 1800, Viena; també com Der lustige Schuster, Offenbach, 1800 ca. e Lipsia, 1890 ca.)
- Achille (melodramma eroico, llibret de Giovanni De Gamerra, basat en Homer, 1801, Viena)
- I fuorusciti di Florència (opera semiseria, llibret d'Angelo Anelli, 1802, Dresden)
- Sargino, ossia L'allievo dell'amore (dramma eroicomico, llibret de Giuseppe Maria Foppa, 1803, Dresden)
- Lodoiska (dramma eroico, llibret de Francesco Gonella, 1804, Bolonya)
- Leonora, ossia L'amore conjugale (dramma semiserio, llibret de Giovanni Schmidt, basat en J. N. Bouilly, 1804, Dresden)
- Sofonisba (dramma serio, llibret de Giovanni Schmidt, 1805, Bolonya)
- Il maniscalco (dramma giocoso, 1805, Florència)
- Numa Pompilio (dramma serio, llibret de Pietro Bagnoli, 1808, París)
- Cleopatra (1808, París)
- Diana e Endimione, ossia Il ritardo (intermezzo, llibret de Stefano Vestris, 1809, París)
- Agnese (dramma semiserio, llibret de Luigi Buonavoglia, basat en Filippo Casari, 1809, Parma)
- La Didone (melodramma serio, llibret de Pietro Metastasio, 1810, París)
- Un pazzo ne fa cento (opera buffa, 1812, Florència)
- I Baccanti (opera seria, llibret de Gaetano Rossi, 1813, París)
- Poche ma buone, ossia La moglie ravveduta (farsa comica, llibret de Giovanni De Gamerra, 1813, Roma)
- L'oriflamme (opéra, llibret de C.-G. Etienne e L.P.-M.-F. Baour-Lormian, 1814, París)
- Oro non compra amore (opera buffa, 1814, Pavia)
- L'eroismo in amore (melodramma serio, llibret de Luigi Romanelli, 1815, Milà)
- La primavera felice (opera giocosa, llibret de Luigi Balocchi, 1816, París)
- Le maître de chapelle, ou Le souper imprévu (opéra comique, llibret de S. Gay, dopo A. Duval, 1821, París)
- Blanche de Provence, ou La cour des fées (opéra, llibret de M. E. G. M. Théaulon e de Rancé, 1821, París)
- La marquise de Brinvilliers (opéra comique, 1831, París)
- Un caprice de femme (opéra comique, llibret de J. P. F. Lesguillon, 1834, París)